# ديغينيت
ديغينيت هو معدن كبريتيدي للنحاس تحمل وحدته البلورية الصيغة الكيميائية Cu9S5، ويوجد على هيئة بلورات ذات نظام بلوري ثلاثي متساوي الأحرف، وغالباً ما تكون متداخلة مع كبريتيدات النحاس الأخرى، بلون بين الأسود والأزرق.
اكتشف المعدن لأول مرة سنة 1844 من الجيولوجي آوغست برايتهاوبت في ألمانيا، وأطلق عليه التسمية بدمج مصطلحين من اللغة الإغريقية وهما ديو δύο بمعنى ثنائي، وغينوس γένος يمعنى نوع أو نمط.